# Головесня
Головесня (укр. Головесня) — правый приток Десны, протекающий по Коропскому району (Черниговская область, Украина). В верховье называется Криски.

## География
Длина — 18 или 15 км. Площадь водосборного бассейна — 41,9 км².
Русло извилистое. У истоков пересыхает. На реке создано несколько прудов. Долина в нижнем течении изрезана оврагами и промоинами.
Река берёт начало от двух ручьев в селе Иваньков (Коропский район). Река течёт на запад, далее делает поворот и течёт на северо-восток. Впадает в Десну (на 453-м км от её устья) в села Деснянское (Коропский район).
Пойма занята заболоченными участками (частично), лугами, лесами. Протекает по территории Мезинского национального природного парка.
Притоки: нет.
Населённые пункты на реке:
1. Иваньков
2. Криски
3. Смелое
4. Деснянское[3]